# Arthur Fonjallaz
Arthur Fonjallaz (2 de enero de 1875- 24 de enero de 1944) fue un periodista y militar suizo, de ideología fascista y admirador de Benito Mussolini poco antes de la Segunda Guerra Mundial.
Hijo de un cultivador de viñedos, Fonjallaz nació en Prilly, Cantón de Vaud y estudió en la Academia militar de Módena (Italia) entrando luego al ejército suizo. Durante su carrera militar alcanzó al grado más elevado que se podía esperar en Suiza durante tiempos de paz, el de brigadier general, equivalente al de coronel. 
Fonjallaz era un militar interesado en política y entró en el Partido Popular Suizo en la década de 1920, aunque pronto sus ideas se hicieron más derechistas hasta que renunció a este partido en 1932. Poco después empezó a enseñar historia militar en el "École Polytechnique Féderal" de Zürich, pero al año siguiente se reveló que Fonjallaz había sido dirigente del grupo fascista suizo Heimatwehr y sobre todo del ultraderechista Frente Nacional Suizo, partido además caracterizado por un programa violentamente antisemita, por lo cual se retiró de la carrera militar.
Para esa época Fonjallaz era un empresario ya bastante adinerado gracias a los negocios de su familia y creó grupos destinados a hostilizar a la masonería en su país, llegando al extremo de proponer una enmienda a la constitución de Suiza para prohibir la masonería, pero tal iniciativa fue rechazada por consulta popular en 1937.
En 1932, Fonjallaz dirigió un grupo de fascistas suizos en un viaje a Italia para conferenciar con el propio Benito Mussolini en Roma y ese viaje lo tornó un gran admirador del fascismo italiano. Tras volver a Suiza, Fonjallaz fundó la Federación fascista suiza, que llegío a ser subvencionada por Mussolini con dos millones de liras italianas al año. 
Acusado de promover una eventual anexión de Suiza por parte de Italia, Fonjallaz fue expulsado del Heimatwehr pero ello no cambió sus ideas fascistas, publicando inclusive una biografía de Mussolini titulada, Enérgie et Volonté en 1937. Pese a esto, la financiación italiana a Fonjallaz terminó en 1936 y poco después éste desapareció de la vida política suiza.
Fonjallaz volvió a llamar la atención en Suiza en enero de 1940 cuando policías fronterizos lo arrestaron en la localidad de Schaffhausen cuando trataba de entrar ilegalmente al Tercer Reich. En el consiguiente juicio, Fonjallaz fue hallado culpable de realizar espionaje en favor de Alemania y condenado a prisión en febrero de 1941. Liberado en abril de 1943, murió al año siguiente.